# Plamongan Sari
Plamongan Sari is een bestuurslaag in het regentschap Semarang van de provincie Midden-Java, Indonesië. Plamongan Sari telt 13.749 inwoners (volkstelling 2010).